# 氷川神社 (川口市三ツ和)
氷川神社（ひかわじんじゃ）は、埼玉県川口市の神社。

## 歴史
創建年代は不明である。小淵村・中居村・上新田村（現・同市三ツ和）の鎮守として創建されたという。源永寺が別当寺であった。明治初期の神仏分離がされるまで、十一面観音が安置されていた。
1873年（明治6年）、近代社格制度に基づく「村社」に列せられた。

## 文化財
- 享和四年銘算額（川口市指定有形文化財 昭和48年10月31日指定）[2]
- 川中島合戦図絵馬（川口市指定有形文化財 昭和58年12月1日指定）[3]
- 日光社参御小休所図絵馬（川口市指定有形文化財 昭和58年12月1日指定）[4]

## 交通アクセス
- 南鳩ヶ谷駅より徒歩13分。